# Гайзенфельд
Гайзенфельд (нім. Geisenfeld) — місто в Німеччині, розташоване в землі Баварія. Підпорядковується адміністративному округу Верхня Баварія. Входить до складу району Пфаффенгофен. Центр об'єднання громад Гайзенфельд.
Площа — 88,33 км2. Населення становить 11 520 ос. (станом на 31 грудня 2020).

## Галерея

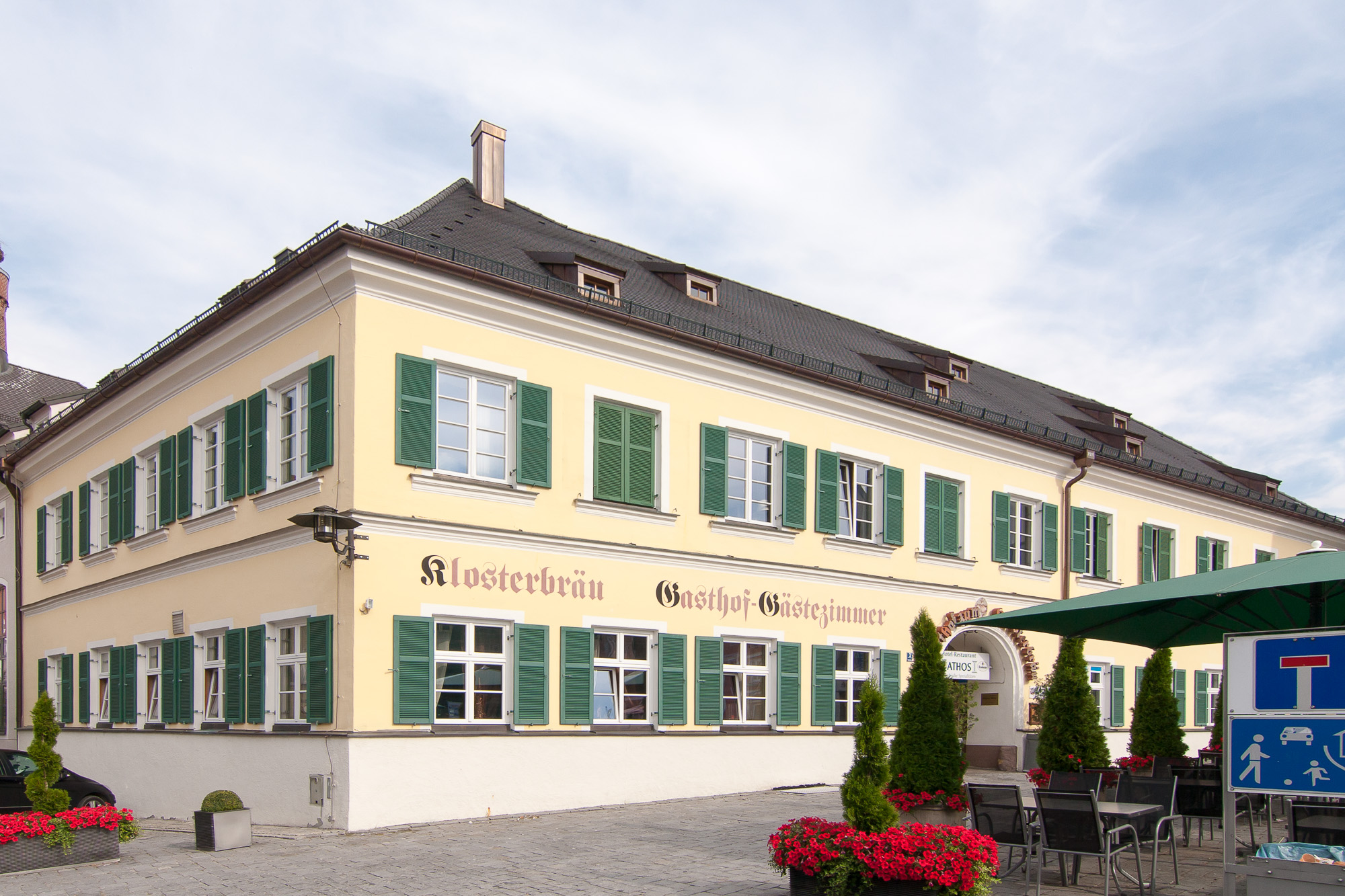
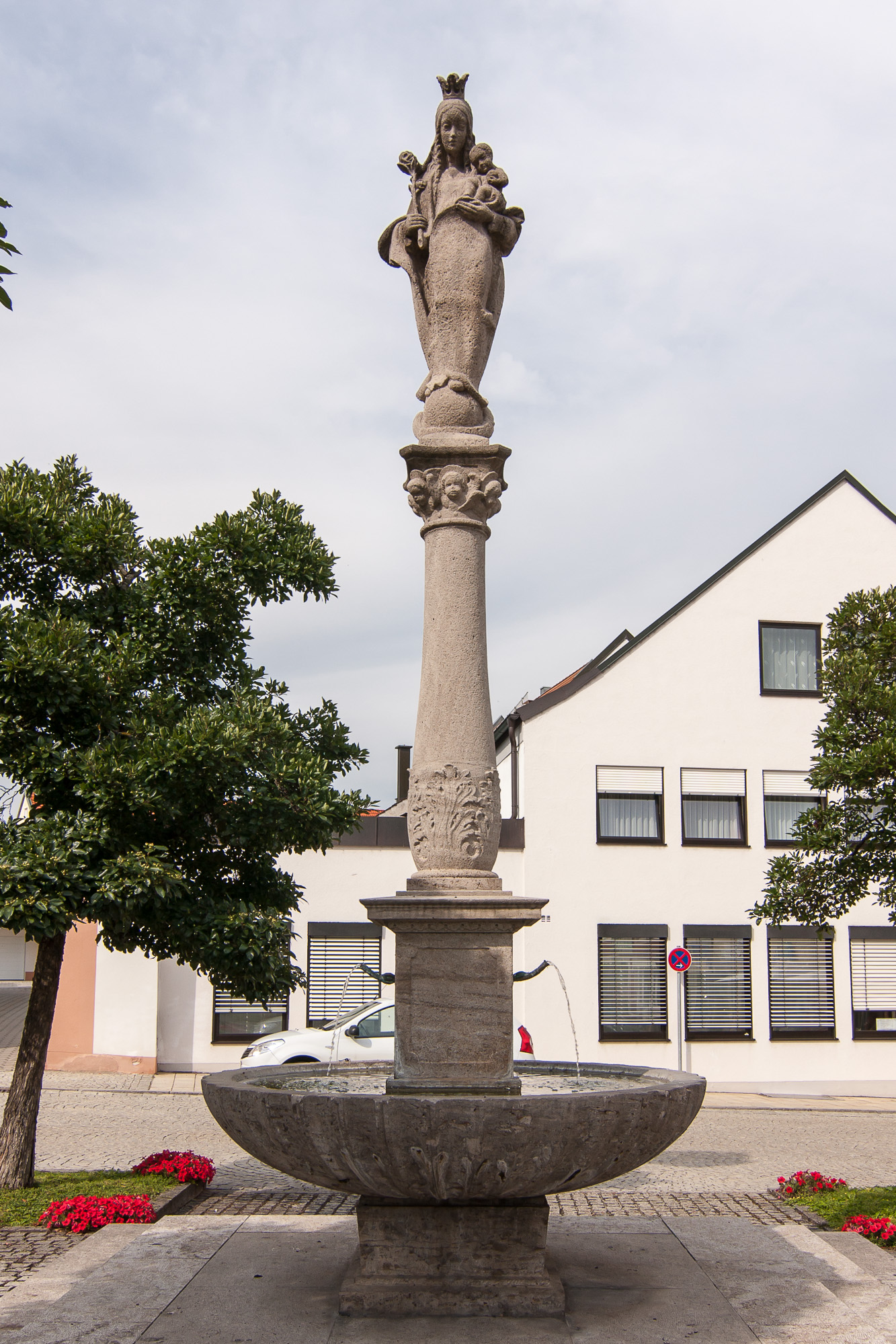
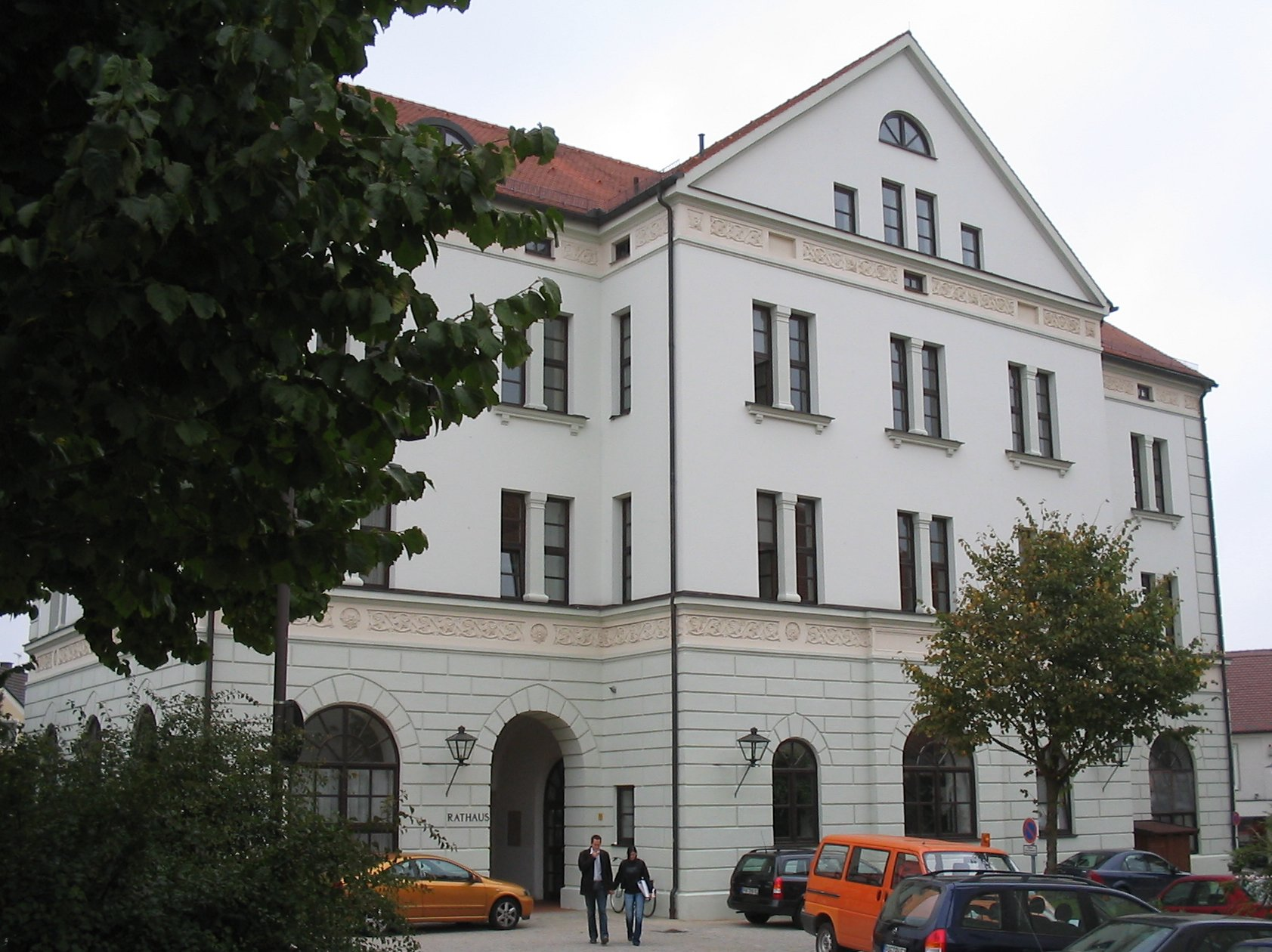
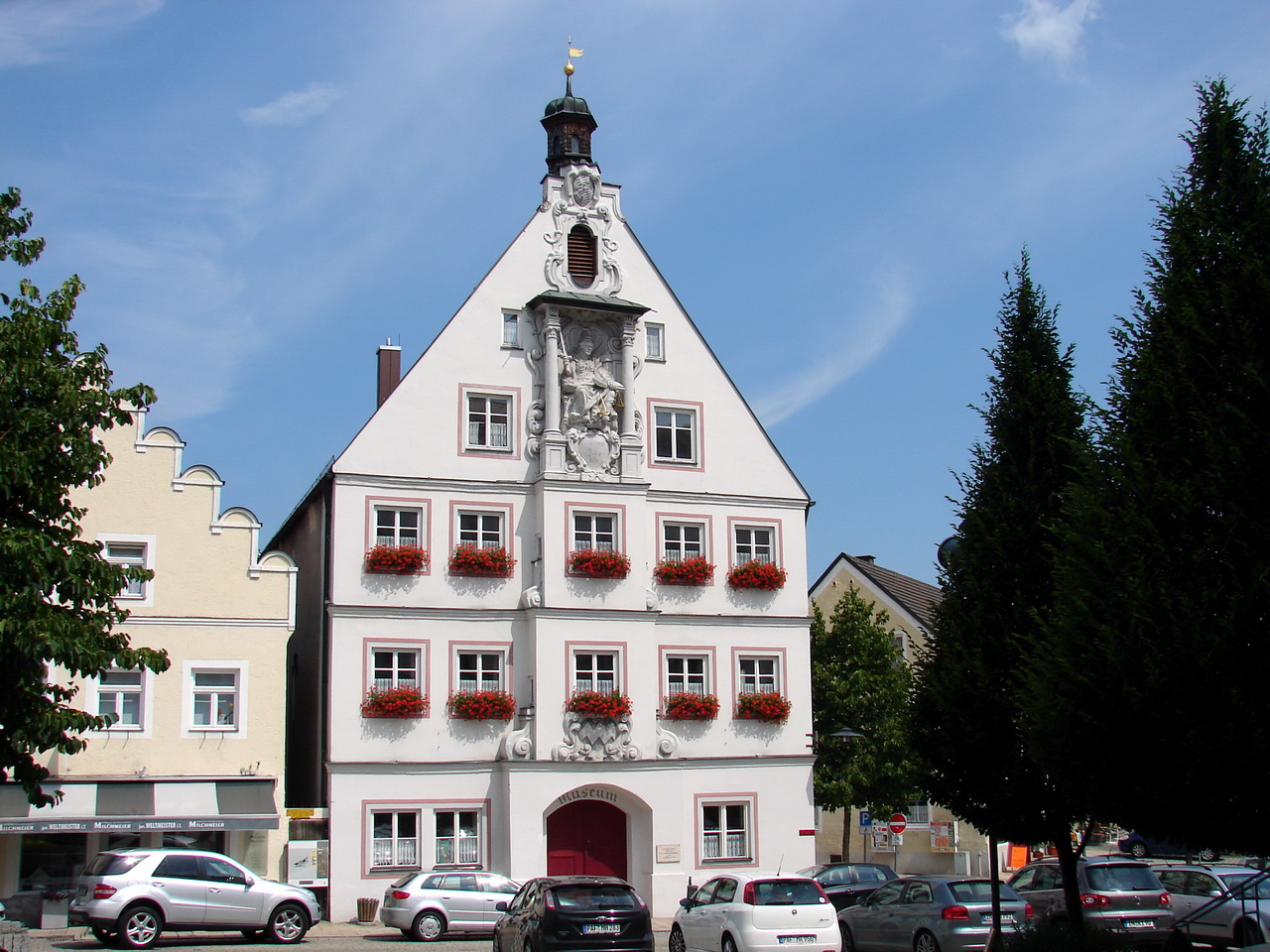

## Географії

### Адміністративний поділ
Місто  складається з 12 районів:
- Енгельбрехтсмюнстер
- Гаден
- Гайзенфельд
- Гайзенфельдвінден
- Ільмендорф
- Неттінг
- Парляйтен
- Роттенегг
- Шильвіцрід
- Унтерметтенбах
- Унтерпіндгарт
- Цель